# Mao Dun

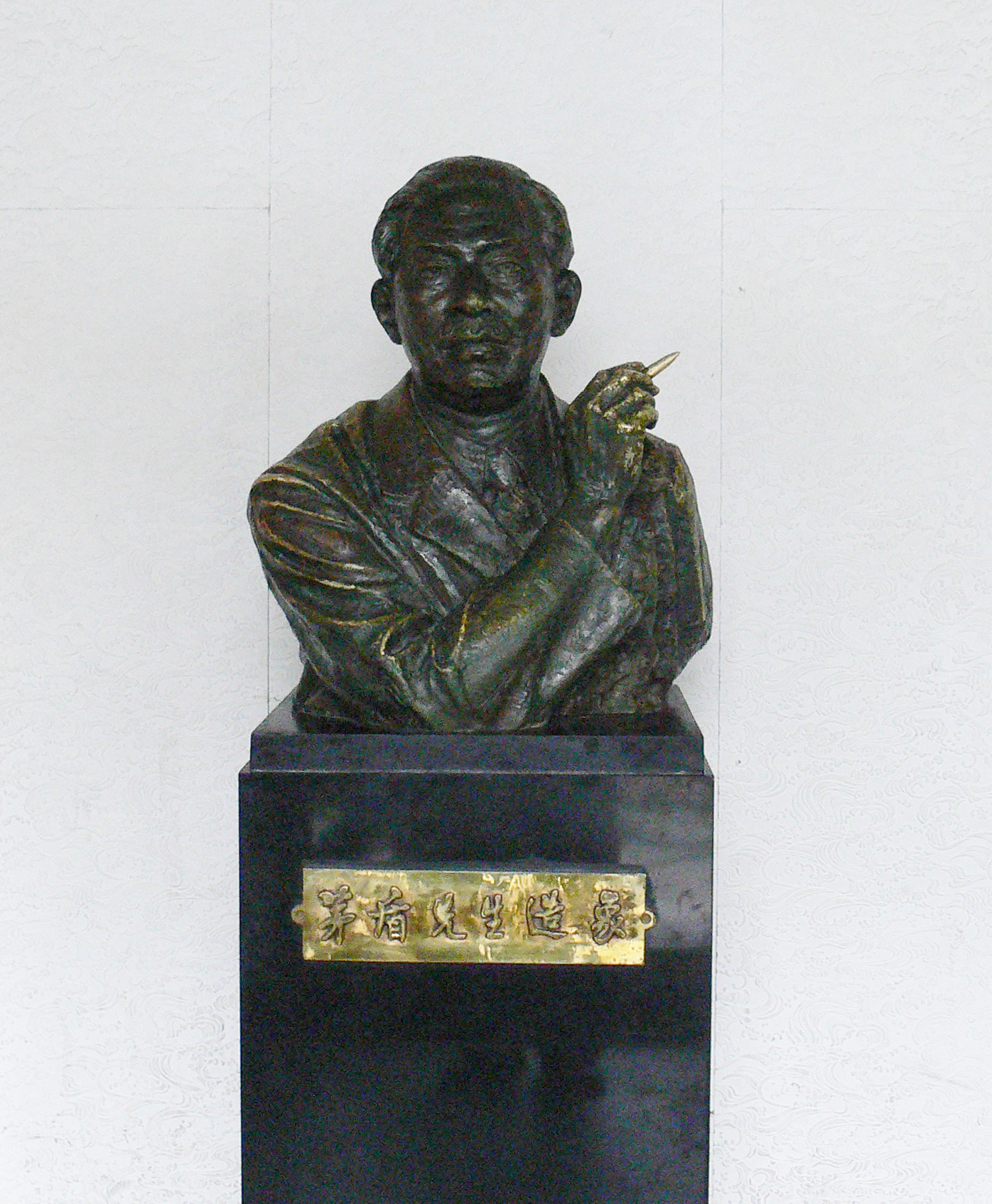
Mao Dun, Bronzebüste

Máo Dùn (chinesisch 茅盾, eigentlich Shěn Déhóng 沈德鸿/沈德鴻, Zì Yàn Bīng 雁冰; * 4. Juli 1896 in Wuzhen, Bezirk Tongxiang, Provinz Zhejiang; † 27. März 1981) war ein chinesischer Schriftsteller, Literaturkritiker und Journalist. Sein Grab befindet sich neben einer Gedenkstätte im Museumsdorf Wuzhen Xizha.
Zu seinem Pseudonym entschloss sich Shen Dehong wegen der Homophonie mit dem Wort 矛盾 (máodùn, Widerspruch), die er als bezeichnend für die widersprüchlichen revolutionären Ideologien und die instabilen Verhältnisse im China der 1920er Jahre sah. Später änderte sein Freund Ye Shengtao die Zeichen, aus denen sich sein Pseudonym zusammensetzte, um ihn vor politischer Verfolgung zu bewahren.

## Leben

### Kindheit und Ausbildung
Shen Dehong wurde im Bezirk Tongxiang geboren. Sein Vater Shen Yongxi stellte den Lehrplan für seinen Sohn selbst zusammen und unterrichtete ihn persönlich, verstarb aber, als dieser zehn Jahre alt war. Seine Mutter Chen Aizhu übernahm in der Folge diese Aufgaben. Schon in jungen Jahren entwickelte Shen Dehong ein reges Interesse für literarisches Schaffen. Sein schriftstellerisches Talent offenbarte sich schon in der Grundschule durch seine Wortwahl und seinen Stil in den Prüfungen.
Während seiner Schulzeit an weiterführenden Schulen verbrachte Shen Dehong seine Freizeit mit dem Studium zahlreicher klassischer Romane, die seinen eigenen Stil und seine schriftstellerische Konzeption stark beeinflussen sollten, sowie mit stilistischen Übungen zur Perfektion seines Ausdrucks.
Schließlich wurde er 1913 von der Peking-Universität im Rahmen eines dreijährigen Kurses über chinesische und westliche Literatur als Student aufgenommen, musste im Sommer 1916 vor den Abschlussprüfungen das Studium wegen einer finanziellen Notlage vorzeitig abbrechen.
Dennoch befähigten ihn die erworbenen Kenntnisse zu einem raschen Aufstieg innerhalb der journalistischen und literarischen Szene.

### Karriere als Journalist
Nach dem Abschluss des Studiums übernahm Mao Dun seine erste Stelle in der Redaktions- und Übersetzungsabteilung der Zweigstelle Shanghai der Zeitung Commercial Press. Mit 21 übernahm er den Posten des stellvertretenden Chefredakteurs des Studentenmagazins Xuesheng Zazhi, unter der Regie von Commercial Press, in dem zahlreiche Artikel über die neuen Ideologien erschienen, die sich zu dieser Zeit in China verbreiteten.
In dieser Zeit begann Mao Dun, seine Gedanken und Kritikpunkte über gesellschaftliche Entwicklungen in Schriftform zu bringen. Bis zu einem gewissen Grad wurde er von Ideen aus dem Jugendmagazin New Youths beeinflusst, wie zwei seiner Leitartikel für Xuesheng Zazhi in den Jahren 1917 und 1918 belegen, die das politische Bewusstsein vieler junger gebildeter Chinesen anregten (Students and Society und The Students of 1918).
1920 übernahm er die Kolumne über neue literarische Strömungen (Xiaoshuo Xinchao) in der literarischen Monatszeitschrift für Erzählkunst (Xiaoshuo Yuebao). Im gleichen Jahr wurde er Chefredakteur der Zeitschrift und unterzog sie einer grundlegenden Reform nach den Prinzipien der so genannten Neuen Kulturellen Bewegung. Seine jüngeren Freunde aus der Pekinger Schriftstellerszene unterstützten ihn, indem sie ihre letzten Arbeiten, Übersetzungen westlicher Literatur und ihre Ansichten über neue literarische Theorien und Techniken dem Magazin zur Verfügung stellten.
Auf diesem Hintergrund wurde eine Gesellschaft zum Studium der Literatur gegründet (Wenxue Yanjiuhui). Die Reform des Monatsmagazins entpuppte sich als voller Erfolg und erleichterte die Fortführung der Neuen Kulturellen Bewegung durch den Verkauf zehntausender Ausgaben, aber noch stärker durch die Förderung eines neuen realistischen Ansatzes bei der Betrachtung chinesischer Literatur (Literature for Life). Während dieser Zeit entwickelte sich Mao Dun zu einer leitenden Figur der Bewegung in südlichen Teilen Chinas.
Bezüglich der Reformen des Inhalts kam es zwischen den beiden Flügeln der Redakteure der Commercial Press, den Innovationsorientierten und den Konservativen, zu keiner Einigung. 1923 trat Mao Dun von seinem Posten als Chefredakteur des literarischen Monatsmagazins zurück, wurde 1927 aber Hauptkolumnist der Zeitschrift Minguo Yuebao. In diesem Rahmen verfasste er mehr als 30 Leitartikel mit scharfer Kritik an der Politik Chiang Kai-sheks und unterstützenden Worten für die Revolutionäre.

### Politisches Engagement
Von der russischen Oktoberrevolution 1917 beflügelt, beteiligte sich Mao Dun an der Bewegung des vierten Mai in China. 1920 schloss er sich der kommunistischen Gemeinschaft in Shanghai an und arbeitete grundlegend an der Gründung der kommunistischen Partei (KPCh) 1921 mit. Zunächst wirkte er als Pressesprecher für die Partei, daneben schrieb er Artikel für die innerparteiliche Zeitung.
Zur gleichen Zeit nahm Mao Dun am Nordfeldzug unter Chiang Kai-shek teil (1926–1928), dessen vorrangiges Ziel in der Vereinigung des Landes bestand, verließ die Truppen aber, als es zum Bruch zwischen der Kuomintang und den Kommunisten kam. 1928 floh er nach Japan und schloss sich bei seiner Rückkehr nach China zwei Jahre später der Liga linksgerichteter Schriftsteller an. Ironischerweise zeichnete sich Mao Dun durch sein aktives Engagement für die Widerstandsbewegung aus, als 1937 der Angriff Japans auf China erfolgte.
Nach der Gründung der Volksrepublik China 1949 übernahm Mao Dun die Ämter des Sekretärs des Vorsitzenden Mao Zedong und des Kultusministers. Während der Kulturrevolution wurde er allerdings 1964 entlassen und musste Repressalien erleiden. Danach wurde er erneut Herausgeber einer Kinderzeitschrift und starb 1981.

## Werk
Die Reform des Monatsmagazins Xiaoshuo Yuebao war der erste Beitrag Mao Duns zur Entwicklung der chinesischen Literatur. Als Ergebnis wurde das Magazin zu einem Forum zum Austausch über moderne Literatur und von berühmten Autoren, wie Lu Xun, Xu Dishan, Bing Xin und Ye Shengtao, verwendet, um neue Werke vorzustellen. Bald begann Mao Dun diese modernen Formen von Literatur und Ideen zu unterstützen. Sein Ziel war es, die chinesische Literatur weltweit zu fördern.
Die politischen Auseinandersetzungen der Epoche erweiterten seinen literarischen Horizont und die Inhalte eines großen Teils seiner späteren Schriften basieren auf diesem Thema. 1930 war er grundlegend an der Begründung der Liga linksgerichteter Schriftsteller beteiligt. Danach setzte er sich an der Seite Lu Xuns für Rechte in der Gesellschaft und die revolutionäre Bewegung als literarische Strömung ein. Am produktivsten für seine literarische Arbeit war die Zeit von 1927 bis 1937. So kam es 1927 zur Veröffentlichung seines ersten Romans Desillusion; sein bedeutendstes Werk dieser Gattung, Shanghai im Zwielicht, erschien 1933. Es handelt sich um einen Roman im naturalistischen Stil, in dem die wirtschaftlichen Akteure Shanghais bis ins Detail beschrieben werden. In seinen Erzählungen werden Angehörige der Arbeiterklasse stets als sympathisch dargestellt und die Idee einer Revolution angepriesen.
Der Einfluss Mao Duns auf die chinesische Literatur ist bis heute spürbar. Er rief mit seinen Ersparnissen eine Stiftung zum Zweck der Förderung schriftstellerischen Schaffens ins Leben, die „Literarische Stiftung Mao Duns“. Ein weiterer Beleg für die Wirkung der Arbeit Mao Duns auf dem Gebiet der Literaturförderung lässt sich in den Feierlichkeiten anlässlich seines 50. Geburtstages sehen, zu denen mehr als 500 Gäste aus aller Welt geladen waren. Als Botschaft der Würdigung verfasste Wong Rufei im Namen der KPCh zu diesem Anlass ein Essay, das die wesentlichen Einflussfelder und Errungenschaften seines Wirkens im literarischen Bereich festhält.
Bei verschiedenen Gelegenheiten wurde er zum Vorsitzenden, bzw. stellvertretenden Vorsitzenden des Komitees für Kunst und Literatur Chinas gewählt. Im hohen Alter unter Krankheitsbeschwerden verfasste er seine Memoiren Der Weg, den ich beschritt.
Auf seinen Wunsch, kommunistische Literatur und bemerkenswerte Arbeiten zu fördern, geht auch die Einführung eines Literaturpreises, des Mao-Dun-Preises, zurück. Er wurde namhaften Autoren moderner Literatur wie Wei Wei, Liu Baiyu und Zhou Keqin verliehen.

## Werke
Mao Duns literarisches reichhaltiges Wirken mit über 100 Veröffentlichungen reichte von der Kurzgeschichte über Erzählungen, Essays, Theaterstücke, Übersetzungen bis hin zu Arbeiten zur Literaturtheorie.

### Erzählungen
- 《幻滅》 Huànmiè (Disillusion) 1928 – Desillusion
- 《三人行》 Sānrénxíng  (Three People Walking) 1931
- 《林家舖子》 Línjiā Pùzi (The Shop of the Lin Family) – Der Laden der Familie Lin
- 《春蚕》 Chūncán (Spring Silkworms) 1933 – Seidenraupen im Frühling; in: China erzählt, Fischer Bücherei, Frankfurt am Main 1964.
- 《秋收》 Qiūshōu (Autumn Harvest) – Herbstliche Ernte

### Romane
- 《虹》 Hóng (Rainbow) 1930 – Regenbogen
- 《子夜》 Zǐyè (Midnight) 1933 – Shanghai im Zwielicht
- 《獻給詩人節》 Xiàngěi Shīrénjié (Giving to the Poet Festival) 1946

### Anthologien
- 《茅盾近作》 Máo Dùn Jìnzuò (The recent work of Mao Dun) 1980
- 《茅盾論創作》 Máo Dùn Lún Chuàngzuò (Mao Dun’s Comment on Creativity) 1980

### Essays
- 《蘇聯見聞錄》 Sūlián Jiànwénlù (Travelling Diary of USSR) 1948
- 《雜談蘇聯》 Zátán Sūlián (Talks on USSR) 1949

### Drama
- 《清明前後》 Qīngmíng Qiánhòu (Front and rear pure Brightness) 1945 – Vor und nach dem Qingming-Fest

### Übersetzungen
- Modernes Drama: Russian Question (《俄羅斯問題》 Éluósī Wèntí), 1946
- Kurznovelle: Group’s Sons (《團的兒子》 Tuán de Érzi), 1946
- Erzählungen: Die kleine Hexe Reclam, Leipzig 1959 (übersetzt von Johanna Herzfeldt)